# Szolnok
Szolnok je mesto (okoli 70.000 prebivalcev) in upravno središče Županije Jász-Nagykun-Szolnok na Madžarskem. 
V bližini se nahaja Letalska baza Szolnok in Letališče Szolnok-Szandaszőlős.